# Alfredo Barrera Vásquez
Alfredo Barrera Vásquez (Maxcanú, estat de Yucatán, 26 de novembre de 1900 - 28 de desembre de 1980) fou un antropòleg, lingüista, professor i estudiós de la cultura maia precolombina mexicà. Les seves contribucions a la història de Mèxic i de Yucatán són destacades. És considerat com un dels més prestigiosos maianistes i promotor de la literatura en llengua maia. Els seus pares van ser Narciso Barrera Madera i Eloísa Vásquez Bolívar

## Formació acadèmica
Va ser bilingüe (maia-espanyol) des de la seva infància. A primerenca edat va viatjar a Europa on va realitzar els seus estudis escolars fins al batxillerat.
El 1917 va tornar a Mèrida, Yucatán per iniciar els seus estudis a l'escola de Belles arts de l'estat, dos anys més tard va viatjar a la Ciutat de Mèxic per seguir estudiant pintura i gravat, a més va ingressar a l'Escola Nacional Normal de Mestres. El 1922 va tornar a Mèrida i va exercir la docència a l'escola de Belles arts i la facultat d'Enginyeria. De 1927 a 1932 va continuar els seus estudis en Filosofia i Lletres a la ciutat de Mèxic, i va viatjar a Espanya per estudiar lletres espanyoles.

## Activitats professionals
Al seu retorn a Mèrida, el 1937 va ser nomenat director del Museu Arqueològic i Històric de Yucatán, va fundar l'Acadèmia de la Llengua Maya, i va intentar la fundació d'un Institut del Museu, però la seva proposta va ser deposada per la universitat. El 1939 va fundar la biblioteca Crescencio Carrillo y Ancona, el 1940 va fundar l'Institut d'Etnografia, Història i Bibliografia de Yucatán.
El 1948 va dirigir l'Institut d'alfabetització per a indígenes monolingües de Mèxic. El 1949 va exercir el professorat de lingüística i sociologia dels països llatinoamericans a la Universitat Tulane. El 1950 la Unesco el va designar cap de programes per a l'estudi de les llengües vernacles en l'educació.
El 1953 la Unesco el va designar per col·laborar amb l'administració italiana del llavors territori de Somàlia, i també per ajudar el govern bolivià a fi d'obtenir la llei d'alfabetització.
El 1959 va poder cristal·litzar la seva idea de l'Institut Yucatec d'Antropologia i Història. En el mateix any va fundar també a Yucatán, el Centre d'Estudis Maies, i el 1965, el Centre d'Estudis Antropològics.
La seva especialitat en l'estudi de la cultura maia es va centrar en a la lingüística, l'escriptura maia, el calendari maia, l'antropologia, antropologia aplicada, arqueologia, antropologia social, l'etnohistòria i 'etnobotànica. Va ser membre corresponent de l'Acadèmia Mexicana de la Llengua, i membre de l'Acadèmia Franciscana de la Història amb seu a Washington D.C.

## Obra
- Traducció del maia al castellà del Còdex de Calkiní. Govern de Campeche. 1957.
- "Baltasar Mutul, autor de un libro de Jesucristo y de un discurso sobre misa en lengua maya" a maya research 2pp 299–301 (1935)
- "El códice Pérez" (Basat en la compilació del filòleg maïsta del segle xix, Juan Pío Pérez. Revista mexicana de estudios antropológicos vol.3 no.1 (1939)
- "La identificación de la Deidad E. de Schellhas" en cuadernos mayas no.2 Mérida (1939a)
- "Sobre la significación de algunos nombres de signos del Calendario Maya" en los mayas antiguos pp 81–85 México (1941)
- "El pulque entre los mayas" en cuadernos mayas no.3 Mérida (1941a)
- "Horóscopos mayas o el pronóstico de los libros, 20signos del tzolkín, según los libros del Chilam Balam de Káua y de Maní" en registro de cultura yucateca, año 1, no.6 pp4–33 México (1943)
- "Canción de la danza del arquero flechador" a Tlalocan vol.1 no.4 pp 273–277 Sacramento, Califòrnia (1944)
- "La lengua maya de Yucatán, enciclopedia yucatanense 6:205-292" (1944)
- "Traducción de cantares mayas del S.XVIII, publicats en la revista Tlalocan, Vol I, No.4" (1946)
- "El libro de los libros del Chilam Balam de Chumayel" en col·laboració amb Silvia Rendón (1948)
- "The mayan chronicles" in Carnagie Institution of Washington Publication 585 pp 1–86 Washington D.C. (1949)
- "El libro de los cantares de Dzitbalché" una traducción con notas e introducción, Investigaciones INAH (1965)
- "Diccionario Maya Cordemex Maya-Español/Español-Maya" Coordinador del projecte (1980)
- "Estudios lingüísticos, 2 volúmenes" (19--)
- "Lo ignoraba usted" (camb la col·laboració de Carlos Bojórquez Urzaiz)